# Dismorphia amphione isolda
La mariposa tigrilla (Dismorphia amphione subsp. isolda) pertenece a la familia de las mariposas saltarinas Pieridae.

## Descripción
Las alas son levemente más alargadas, el ápice es un poco más arqueado  y el tegumento es más cóncavo y el torno es más obtuso. Los puntos subapicales se hallan casi totalmente fusionados e incluso es frecuente un punto adicional como en las hembras, entre la vena M2 y M3, por debajo del tercer punto. Las manchas postdiscales son siempre de color naranja y amarillo, tienen un área más amplia, mayor fusión y tienden a formar una banda por la presencia de un área mucho más extensa del amarillo entre las venas M2 y M3. las manchas alargadas son de color naranja menos intenso, éstas se hallan  más cercanas entre sí debido a que son levemente más anchas y la distal es un poco más larga y se emite más cerca de los ápices de las dos basales, El color del fondo es un poco más claro así como el borde posterior café de las alas posteriores. Las antenas son casi totalmente negras y su maza antenal es siempre amarilla, los palpos son de  color un poco más claro. En las hembras los puntos subapicales  son a menudo más alargados y tienden más a la fusión, el punto pequeño entre la vena M2 y M3 es más constante. Las manchas postmedianas nunca llegan a ser completamente naranjas la base de la mancha entre la vena 2A y el margen posterior es un poco más clara o amarillenta. Las alas posteriores no presentan diferencias constantes con praxinoe. Las antenas tienen la tercera parte apical o la maza antenal únicamente de color amarillo, el resto basal está revestido de escamas negras; los palpos son similares a los del macho.

## Distribución
Suroeste de México, por la vertiente del Pacífico de Guerrero y Oaxaca. Guerrero (Agua de obispo, El Faisán, Atoyac de Álvarez, La Golondrina, Los Retrocesos, Nueva Delhí Puente de los Lugardo, Rio Santiago, Toto Muerto, San Miguel Totolapan); Oaxaca  (Candelaria, Portillo del Rayo, Puerto escondido, San Gabriel Mixtepec, Vega del Sol).

## Hábitat
Se conoce poco de su distribución local, se le ha visto y colectado desde el nivel de mar hasta los 1 000 m s. n. m. en la Selva Mediana Subperennifolia, en la vegetación riparia donde abundan y en el Bosque Mesófilo de Montaña. Vuela junto a  Melinaea, Lycorea, Tithorea, Mechanitis, etc.

## Estado de conservación
No está enlistada en la NOM-059 y tampoco evaluada en la UICN.